# Angyal Dezső
Sikabonyi Angyal Dezső (Pest, 1852. augusztus 30. – Budapest, 1936. január 7.) kertész, pomológus, kertészeti szakíró, királyi tanácsos.

## Családja
Jómódú nemesi családban született. Édesapja, sikabonyi Angyal Antal (1805 – Mezőkomárom, 1885. április 20.) uradalmi tiszt, anyja Fritzmann Franciska. Testvérei: Kálmán, Elek, Lajos és Sarolta voltak. Édesapja az ercsi uradalom gazdatisztjeként működött, de miután az 1848/1849-es szabadságharcban nemzetőr őrnagy volt, a bukás után vagyonát és állását elvesztette és bujdosásra kényszerült. Horvátországba költözött, és a rumai uradalomban gazdatiszti állást vállalt. Fiát Pesten, a nővérénél neveltette tovább.

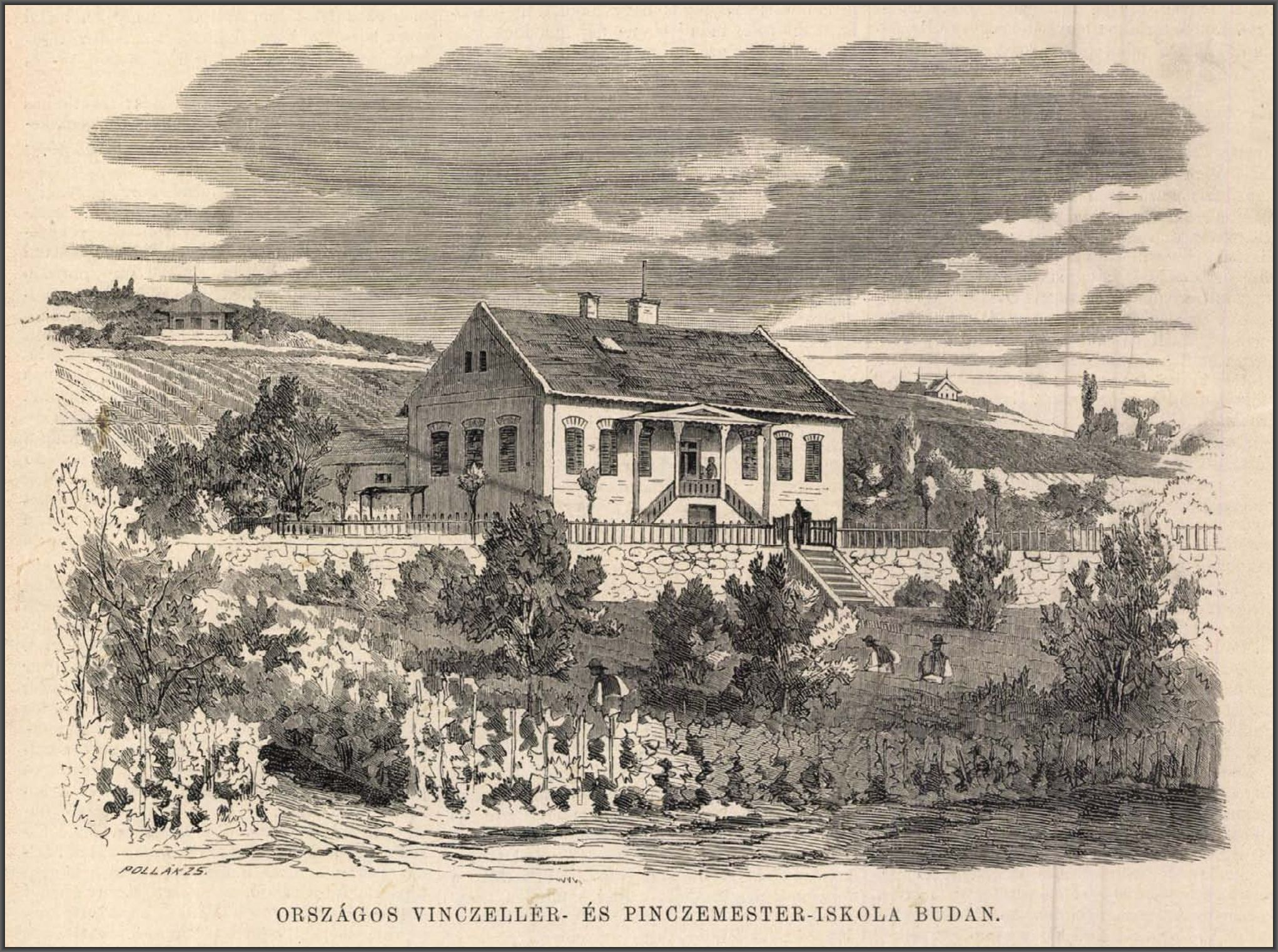
Országos Vincellér- és Pincemesteri iskola, Budán, 1879

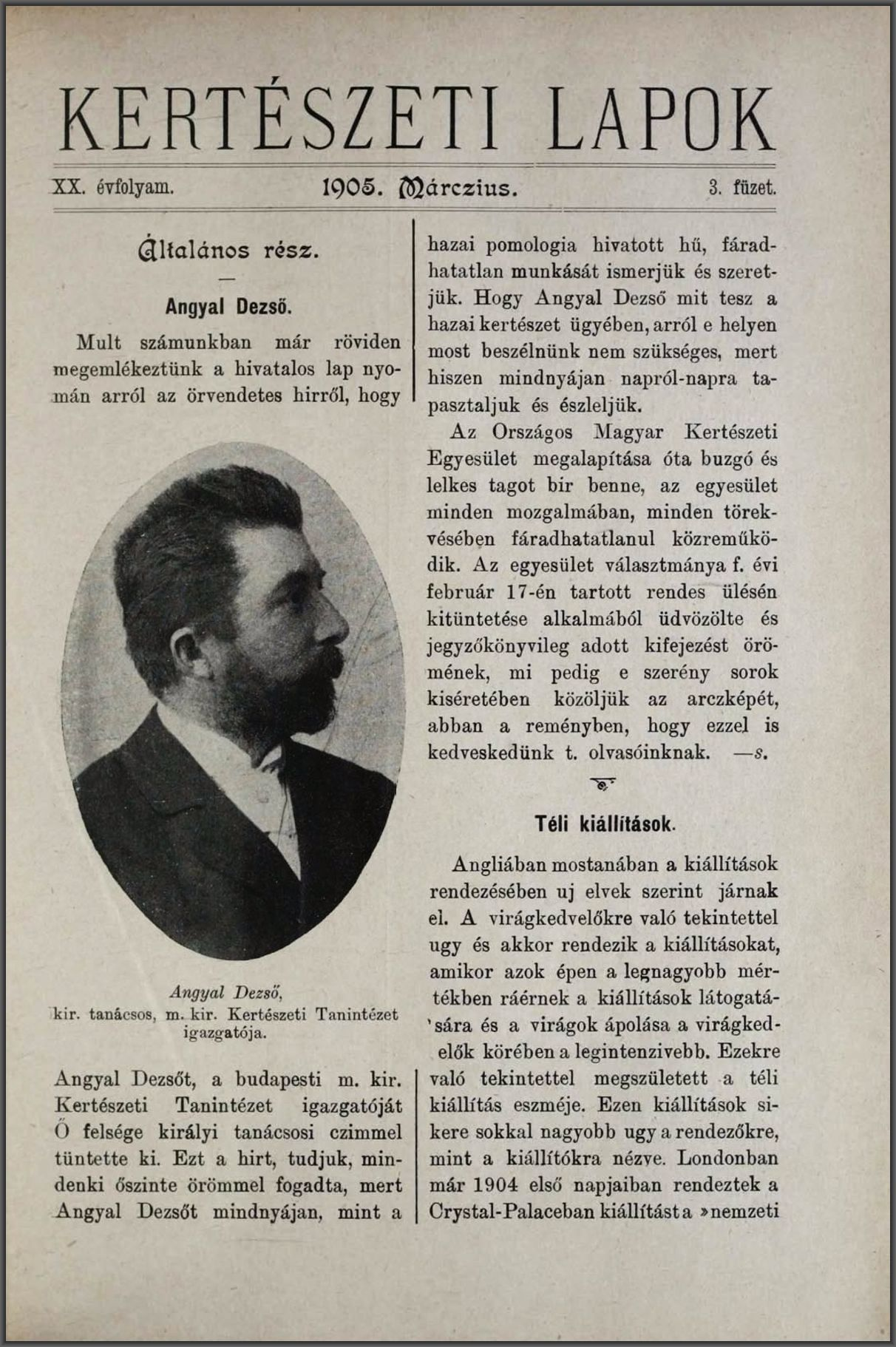

## Működése
Érdeklődését követve, középiskolai tanulmányait félbeszakította, s beiratkozott 1866-ban az Entz Ferenc vezette Vincellér-, Kertész- és Pincemestereket Képző Gyakorlati Tanintézetbe. 1869-ben végzett és  apja közelében Pejachevich Péter gróf rumai uradalmi kertészetében helyezkedett el. Már 1870 őszén Entz visszahívta az akkor átszervezett, az Országos Magyar Gazdasági Egyesület (OMGE) által átvett Budai, Vincelléreket és Pincemestereket Képző Tanintézetbe segédtanárnak, ahol egészen 1876-ig közvetlen segítsége volt, akinek végezetesen súlyosbodó szembetegsége miatt felolvasott, illetve a Borászati Füzetek szerkesztésében is segített visszavonulásáig. Entz Ferenc utódja az intézet élén Molnár István lett, aki mellett 1882-ig Angyal szintén a segédtanári állást töltötte be. 1880-ban állami kezelésbe vették az iskolát. Angyal Dezsőt 1882–ben áthelyezték a tarcali vincellérképezdébe, majd 1883. augusztus 15-én ismét visszahelyezték előző állásába, már rendes tanárként egészen 1887-ig, amikor a keszthelyi gazdasági tanintézetbe helyezték át. Itt Villási Pál intézeti kertész mellett dolgozott. Azonban még ebben az évben ismét visszahelyezték Budára. 1888. szeptember 1-jétől a Vallás- és Közoktatásügyi Minisztérium hatáskörébe tartozó budapesti Polgáriiskolai Tanítóképzőbe kérte át magát, ahol a kertészeti és mezőgazdasági tárgyak rendes tanári állása mellett az iskola jelentős gazdaságát is vezette. A Földmívelésügyi m. kir. Minisztérium megbízása alapján Molnár István mellett elvállalta a kertészeti szakoktatás rendszerének kidolgozását, s így 1891-től 1894-ig ismét a budai vincellérképző iskola rendes tanára volt. 1894-ben megalakult a mai Kertészeti Egyetem jogelődje, a Kertészeti Tanintézet. Igazgatóvá Molnárt, helyetteséül Angyalt nevezték ki, majd Molnár István egyéb irányú állami megbízása miatt távozván, 1897. január 3-án Angyalt nevezték ki a tanintézet igazgatójává. Külföldi tanulmányútja után elfoglalta állását, s az igazgatói teendők mellett gyümölcstermesztést, szőlőművelést, gyümölcs- és szőlő-fajtaismeretet tanított. Középfokú oktatás is folyt az intézetben, egyéves tanfolyamon segédkertészeket képeztek. Az intézet kertjét pomológiai fajtagyűjteménnyé fejlesztették, arborétumot, korszerű hajtató-, szaporító- és növényházakat építettek. Az 1898-ban létrehozott Budaörs-Kamaraerdei Erzsébet királyné törzsgyümölcsös Angyal Dezső szervező munkájának lett eredménye, ahol a gyakorlati oktatás mellett kísérleti kutatómunkára is lehetőség nyílt. 1919-ben ment nyugdíjba, de haláláig tevékenyen foglalkoztatták a kertészképzés és -társadalom kérdései.
Számos egyesületnek, mint pl. az OMGE-nek, az Országos Magyar Kertészeti Egyesületnek, a Természettudományi Társulatnak stb. választmányi, tiszteletbeli, vagy igazgató választmányi tagja volt. 1920-tól a Földművelésügyi Minisztérium keretén belül működő Országos Kertészeti Szaktanácsadásnak kinevezett tagja volt.
1905-ben királyi tanácsos, 1913-ban országos kertészeti főfelügyelő, 1922-től gazdasági főtanácsos volt.

## Jelentősége
1928-ban Mohácsy Mátyással, Horn Jánossal és Gergely Istvánnal együtt létrehozta az Országos Pomológiai Bizottságot, amelynek elnöki tisztségét élete végéig ellátta. A modern gyümölcstermesztésünk elindítója volt. Vezető szerepet játszott a magyarországi főiskolai szintű kertészeti oktatás megszervezésében, munkásságának köszönhetően a kezdeményezésére megalakult Budapesti Magyar Királyi Kertészeti Tanintézet nemzetközileg is elismert felsőfokú oktatási intézménnyé vált.
Tudományos munkássága a kertészet szinte minden ágára kiterjedt: gyümölcstermesztéssel, gyümölcsfajta-ismerettel, pomológiával foglalkozott. Elkészítette a tömeges termesztésre alkalmas gyümölcsfajták jegyzékét és a magyar fajták pomológiai-botanikai leírását, nevéhez fűződik az új magyarországi gyümölcsvidékek kijelölése. Jelentős szerepe volt abban is, hogy a főváros környékén az 1900-as években elkezdődött a zöldséghajtatás. Vizsgálta Budapest székesfőváros utcáinak fásítását is.
Írásai (néhol Sikabonyi és Alföldi írói álnéven és különböző betűjelek alatt) a korszak szinte összes országos szakmai lapjában megjelentek (Köztelek, Borászati Lapok, Gyümölcskertész, Kertészet, Kertészeti Lapok, Növényvédelem és Kertészet, Kertészeti Szemle, Magyar Gyümölcs). A Gyümölcskertésznek már 1891-től segédszerkesztője volt, ahol a magyar pomológia alapját megvető Bereczki Mátéval, mint a lap főmunkatársával együtt dolgozott. A Gyümölcskertész lap megszűntével indult el a Kertészet című szaklap, amelyben a tömeges termesztésre nálunk ajánlható fajták képei színes műmellékletekként jelentek meg, e műmellékletek pomológiai leírását Angyal Dezső készítette.

## Főbb munkái
- Angyal Dezső kertészeti munkái. I–IV. kötet. Szerkesztette: Mohácsy (Mahács) Mátyás. (Budapest, 1925–1926)
- Székesfővárosunk – Budapest – utcáinak és tereinek fásításáról. (Budapest, 1932)

## Jegyzet
1. ↑  https://library.hungaricana.hu/hu/view/BFLV_bn_25_07_1999_3_2/?pg=201&layout=s
2. ↑  https://temeto.envimap.hu/content/photos_normal/fiumei/84/61/b6/d6-bdaf-f6e7-8246-2d303eb373bb.jpg
3. ↑  Ferenc József; Mürzsteg; 1905.01.11; királyi tanácsosi cím
4. ↑  Apja gyászjelentése
5. ↑  A család élő nemzedéke leszármazását az 1680-as években élt Mihályig vezeti vissza. Címer: kék pajzsban zöld halmon kétfarkú oroszlán kardot tart; sisakdísz: könyöklő páncélos kar karddal; takarók: kék-arany, vörös-ezüst. – Előnevét és címerét Ő felsége 1886. jan. 27. erősítette meg. Kempelen Béla: Magyar nemes családok I. kötet, Budapest, 1911.
6. ↑  „1894 őszén megnyílt a Tanintézet Molnár István igazgatása alatt, a tanári karban Angyal Dezső, Dr. Győry István és Dr. Schilberszky Károly tanárok, Botta István segédtanár, Gyulay László óraadó rajztanár, Kovács Antal méhészeti előadó és Räde Károly foglaltak helyet. 1896-ban a tanári kar Révész István segédtanárral és 1896-ban Velich István gyümölcsészeti főkertésszel, 1908-ban pedig (Gyulay László halála után) Rerrich Béla építész segédtanárral bővült.” Räde Károly visszaemlékezése a Kertészeti Szemle 1943. májusi, 5. számában, 68–69. oldalak.
7. ↑  Molnár István 1897-ben a Földmívelésügyi Minisztérium Gyümölcsészeti és Kertészeti Osztályának vezetője lett, a következő évben pedig Országos Gyümölcsészeti- és Fatenyésztési minisztériumi biztossá nevezték ki. Zsidi Vimos: A Kertészeti Tanintézettől a Kertészeti Főiskoláig. A Magyar Királyi Kertészeti Tanintézet, 1894-1939. In: 150 év a kertészettudományi élelmiszertudományi és tájépítészeti oktatás szolgálatában 1853–2003 (Budapest, 2003)
8. ↑  A Magyar Gyümölcs 1936. február 10. 2. szám 1-2. oldalak.